# Nathan Crowley
Nathan Crowley (Londres, 1966) é um decorador de arte e figurinista britânico. Foi indicado ao Oscar de melhor direção de arte em três ocasiões: por The Prestige (2006), The Dark Knight (2008) e Interstellar (2014).

## Filmografia
Diretor de arte
- Dangerous Game (1993)
- Monkey Trouble (1994)
- Braveheart (1995)
- Assassins (1995)
- Mission: Impossible 2 (2000)

Produção
- Sweety Barrett (1998)
- Falling for a Dancer (1998)
- An Everlasting Piece (2000)
- Behind Enemy Lines (2001)
- Insomnia (2002)
- Veronica Guerin (2003)
- Batman Begins (2005)
- The Lake House (2006)
- The Prestige (2006)
- The Dark Knight (2008)
- Public Enemies (2009)
- John Carter (2012)
- The Dark Knight Rises (2012)
- Interstellar (2014)
- Westworld (2016)
- Dunkirk (2017)